# Passiflora lancifolia
Passiflora lancifolia är en passionsblomsväxtart som beskrevs av Nicaise Auguste Desvaux och William Hamilton. Passiflora lancifolia ingår i släktet passionsblommor, och familjen passionsblomsväxter. Inga underarter finns listade i Catalogue of Life.